# Guntram Gentes
Guntram Gentes (* 1. Dezember 1948; † 4. oder 5. Mai 2024) war ein deutscher Fußballspieler, der in den 1970er Jahren für den FK Pirmasens zweitklassig spielte. Später war er im südbadischen Amateurfußball als Trainer tätig.

## Sportlicher Werdegang
Gentes spielte in den 1970er Jahren für den seinerzeitigen Zweitligisten FK Pirmasens. Mit „die Klub“ qualifizierte er sich in der Spielzeit 1970/71 als Vizemeister der  Regionalliga Süd hinter Borussia Neunkirchen für die Aufstiegsrunde zur Bundesliga. Dort kam er in allen acht Spielen zum Einsatz, als Gruppendritter hinter Aufsteiger VfL Bochum und dem VfL Osnabrück verpasste er den Erstligaaufstieg. Auch in den folgenden Jahren platzierte er sich mit der Mannschaft in der vorderen Tabellenhälfte, in der Spielzeit 1972/73 wurde als Dritter die erneute Teilnahme an der Aufstiegsrunde knapp verpasst. In der folgenden Saison qualifizierte sich die Mannschaft als Tabellenachter für die neu geschaffene 2. Bundesliga.
In der Spielzeit 1974/75 stand Gentes mit dem FK Pirmasens noch einmal knapp vor dem Sprung in die Bundesliga. Mit zwei Punkten Rückstand auf den Karlsruher SC reichte es dank der besseren Tordifferenz gegenüber dem 1. FC Schweinfurt 05 zur Vizemeisterschaft in der Südstaffel. Das Stadion an der Zweibrücker Straße sah in den Aufstiegsspielen gegen den Nordzweiten Bayer 05 Uerdingen ein 4:4-Unentschieden, im Rückspiel ging Gentes mit der von Bernd Hoss trainierten Mannschaft um Klaus Pudelko, Dieter Weinkauff, Georg Beichle, Hermann Kohlenbrenner und Raimund Krauth mit einer 0:6-Niederlage unter. Dabei war er im Hinspiel per Strafstoß bei zwischenzeitlicher 4:3-Führung am Krefelder Schlussmann Manfred Kroke gescheitert. Dabei stand Gentes in beiden Spielen sowie in allen 38 Zweitligaspielen der regulären Saison ebenso in der Startelf wie bei 37 von 38 Spielen der Folgesaison. Der Verein konnte den Erfolg jedoch nicht wiederholen und rutschte in der Tabelle ab. Am Ende der Spielzeit 1976/77 stieg die Mannschaft auf dem drittletzten Platz sportlich ab, profitierte aber letztlich von der Lizenzrückgabe von SV Röchling Völklingen.
Gentes verließ im Sommer 1977 Pirmasens in Richtung Bodensee und schloss sich dem  Amateurklub DJK Konstanz an, der in der drittklassigen 1. Amateurliga Südbaden antrat. In der Spielzeit 1977/78 qualifizierte sich der Klub als Tabellensechster für die neu geschaffene Oberliga Baden-Württemberg, er verließ den Klub jedoch in Richtung SV Talfröschen. 1979 kehrte er zur DJK in die Oberliga zurück, mit der er am Ende der Spielzeit 1980/81 aus der Drittklassigkeit abstieg.
In den 1980er Jahren trainierte Gentes sowohl die DJK Konstanz, den FC Radolfzell als auch den FC Wollmatingen 09. Hauptberuflich war er als Gesundheitsberater im süddeutschen Raum und der Schweiz tätig.